# Гладильный каток

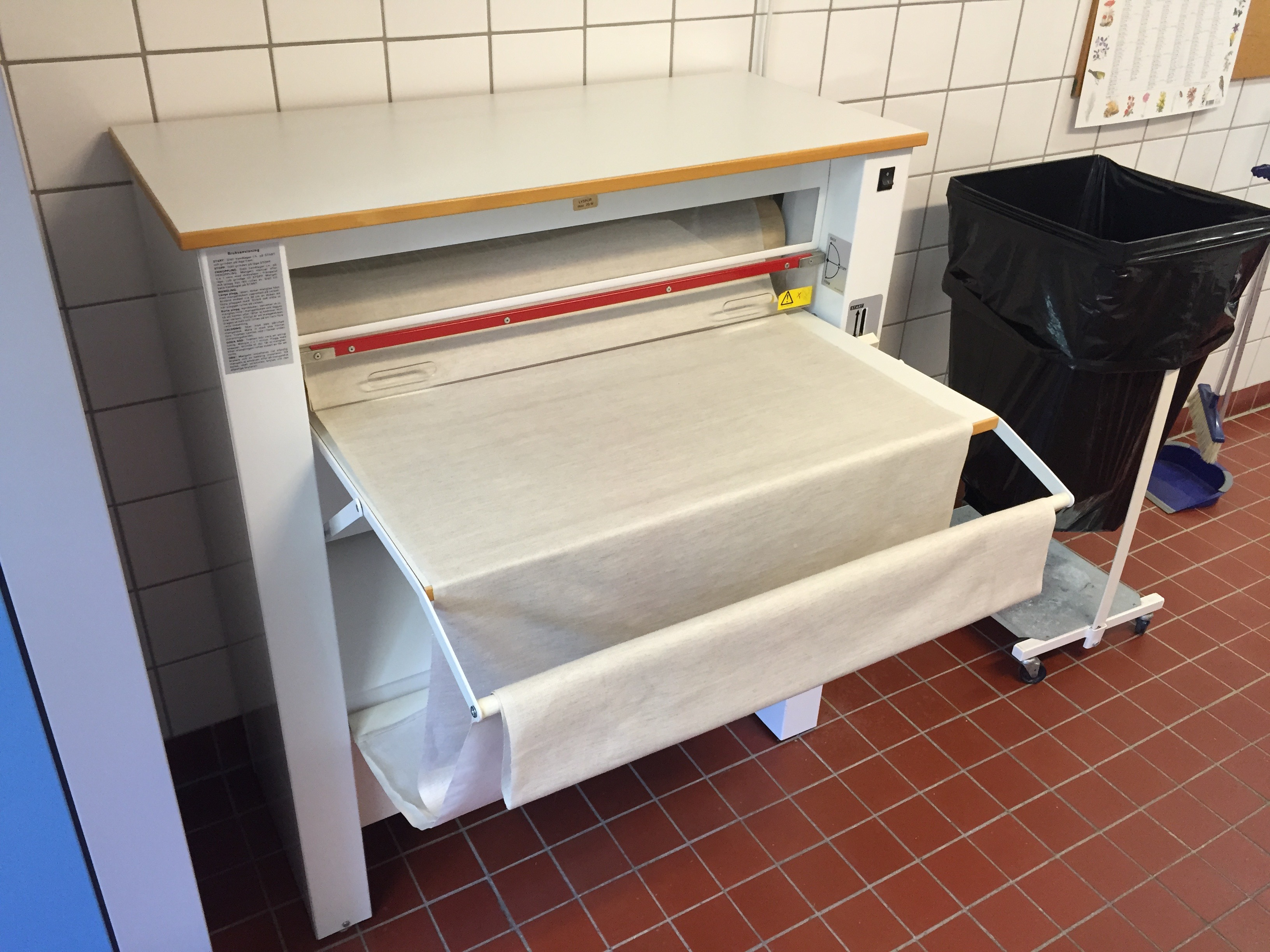
Электрический гладильный каток

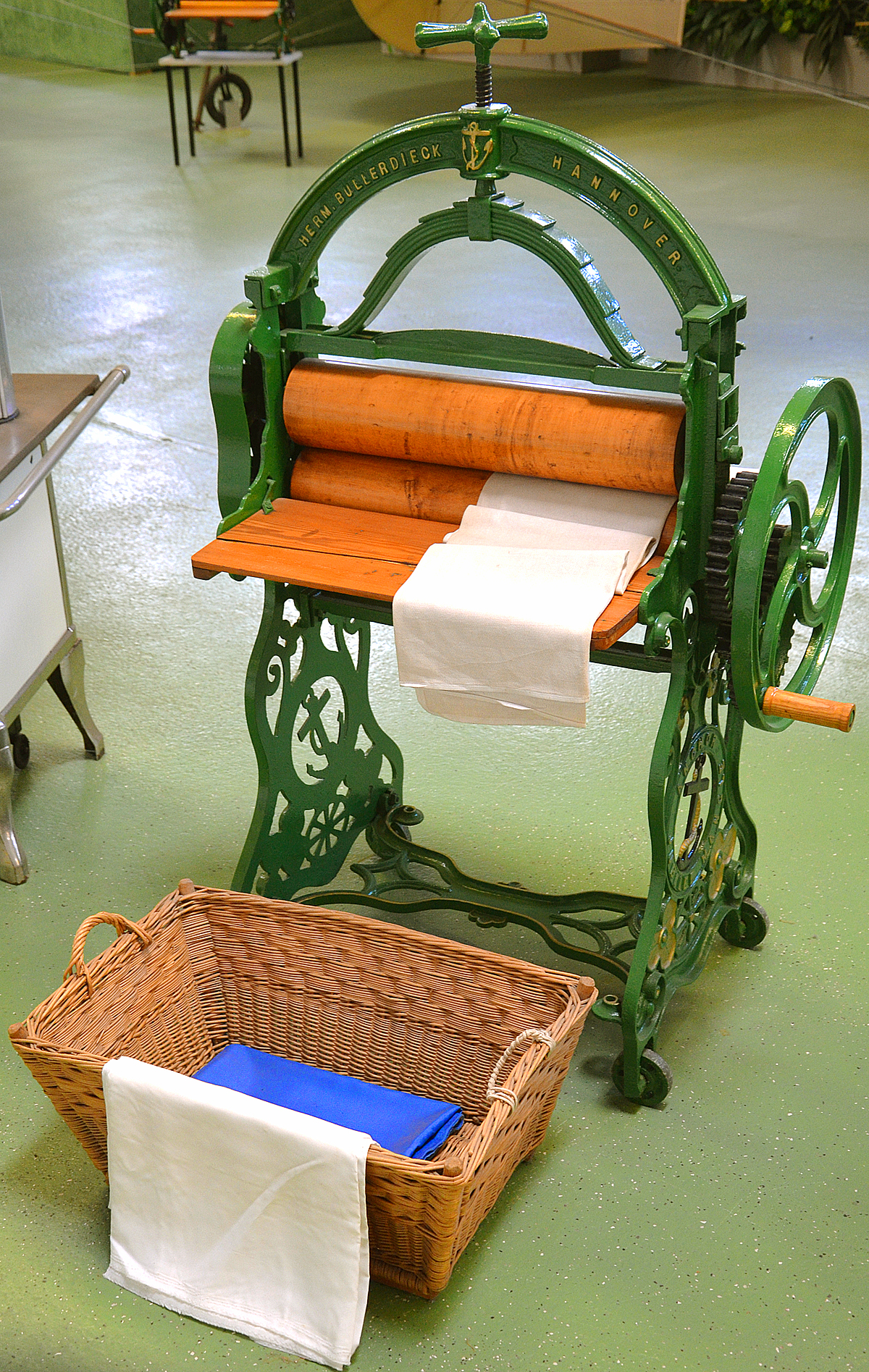
Механический гладильный каток

Гладильный каток — оборудование для глаженья прямого белья (простыни,
пододеяльники, наволочки, полотенца, скатерти, покрывала, шторы и т. п.).
Они подразделяются на два основных типа:
Тип 1
Гладильные катки с верхней нагревательной плитой и крутящимся
барабаном, обшитым жаростойким материалом.
Тип 2
Гладильные катки со стальным шлифованным вращающимся катком,
который нагревается изнутри. Бельё в зону глаженья подается
ленточными конвейерами.
Для гладильных катков первого типа после отжима белья в центрифугах
требуется дополнительная подсушка в сушильных барабанах до остаточной
влажности около 10—25 %. Если такой каток имеет отсасывающий вентилятор,
влажность белья может быть до 25 %, если его нет — влажность должна
быть 10-15 %.
При глажении белья на этих катках качество, удобство глаженья, а также
производительность немного ниже, чем у катков второго типа. Однако бельё
немного быстрее изнашивается, так как оно протаскивается под неподвижно
установленную гладильную плиту.
Всех выше изложенных недостатков не имеют катки со шлифованными
стальными вращающимися катками. В катках этого типа бельё в зону глаженья
подается транспортёром и при помощи второго транспортёра обкатывается под
углом около 300° вокруг нагретого до соответствующей температуры
катка (без какого-то либо протаскивания).
Пар в процессе глаженья удаляется при помощи вентилятора. На таких
катках бельё можно гладить сразу после отжима в центрифугах или в машинах
с окончательным отжимом. Если бельё подсушивается в сушильных барабанах,
то производительность повышается в два раза. Скорость глаженья на таких
катках регулируется главным регулятором скорости.
Расход электроэнергии на катках второго типа при остаточной влажности
42—50 % около 0,65 кВт·ч/кг, при влажности 20—25 % около 0,35 кВт·ч/кг.
На катках первого типа расход электроэнергии 0,33 кВт·ч/кг при остаточной
влажности 15—20 %.
Виды гладильных катков
По конструкции и способу прохождения белья различают два вида оборудования. Итак, купить гладильный каток можно следующий:
- желобковый — простой гладильный каток. Он имеет один рабочий вал и один нагревательный элемент. Нагрев — электрический. Производительность модели зависит как от диаметра (100—300 мм) и длины (800—1000 мм) вала, так и от остаточной влажности белья, плотности материала и температуры глаженья;
- каландровый аппарат оснащается несколькими валами. Нагрев — электрический и паровой, поэтому обязательное условия при монтаже — подключение к системе вытяжной вентиляции. Производительность данной категории катков достигает 120—200 килограммов белья в час, что будет востребовано в крупных прачечных.

Кроме прямого назначения — глажки белья, катки можно использовать для сушки. Мокрые вещи должны иметь до 25 % влажности, чтобы на выходе они стали сухим и отглаженным.

## Размеры гладильных катков
| Тип катка | Рабочая ширина | Диаметр вала |
| --------- | -------------- | ------------ |
| Тип 1     | 1,0 — 2,0 м    | 200—350 мм   |
| Тип 2     | 1,2 — 3,2 м    | 210—600 мм   |

Гладильные катки могут быть с автоматизированными укладчиками или
без них. Белье возвращается в сторону подачи или в противоположную,
в зависимости от конструкции катка.